# Международный консорциум по цвету
Международный консорциум по цвету (англ. International Color Consortium, ICC) создан в 1993 году 8 лидерами индустрии с целью разработки универсальной системы управления цветом, независимой от операционной системы и программы.

## Стандарт
Текущая версия спецификации ICC 4.3. Системы следующие спецификации позволяют сохранить точное цветовоспроизведение при использовании различных приложений и устройств от фазы создания до окончательной печати. Устройству, ответственному за цветопередачу, соответствует свой ICC-профиль.

## Члены
Консорциум ICC был создан Adobe, Agfa, Apple, Kodak, Microsoft, Silicon Graphics, Sun Microsystems и Taligent.
Впоследствии Sun Microsystems и Taligent покинули консорциум. Со временем к нему присоединилось много новых компаний. Одно из крупнейших расширений произошло в январе 2008 когда присоединились Canon, Fujitsu, Hewlett-Packard и Lexmark.